# Gavin Strang
Gavin Steel Strang (né le 10 juillet 1943) est un homme politique du Parti travailliste écossais qui est Membre du Parlement d'Edinburgh East de 1970 à 2010. Il est ministre dans le gouvernement travailliste de 1974-1979 sous les premiers ministres Harold Wilson et James Callaghan, ainsi que dans le cabinet sous Tony Blair. Au moment de sa retraite aux élections générales de 2010, il est le parlementaire écossais le plus ancien. 

## Jeunesse
Fils de fermier, Strang grandit dans le Perthshire et fréquente la Morrison's Academy indépendante de Crieff. Après avoir obtenu un baccalauréat en génétique de l'Université d'Édimbourg en 1964, il obtient un diplôme en sciences agricoles du Churchill College, Cambridge et un doctorat en sciences agricoles d'Édimbourg. De 1966 à 1968, il est membre du groupe consultatif de planification économique de Tayside et, de 1968 à 1970, scientifique au Conseil de recherche agricole et alimentaire et à l'Organisation de recherche sur l'élevage d'animaux à Édimbourg. 

## Carrière parlementaire
Strang est élu pour la première fois aux élections générales de 1970 après la retraite du parlementaire travailliste George Willis, qui représentait Edinburgh East depuis une élection partielle de 1954. Strang est ministre sous Harold Wilson et James Callaghan, occupant le poste de sous-secrétaire d'État parlementaire au ministère de l'Énergie en 1974, puis au ministère de l'Agriculture, des Pêcheries et de l'Alimentation jusqu'en 1979. En 1990, il est la dernière personne à poser une question à Margaret Thatcher aux Questions au Premier ministre, qu'il a utilisée pour critiquer son impact sur les communautés et les pauvres pendant son mandat. 
À la suite des élections générales de 1997, Strang est nommé Secrétaire d'État aux Transports avec un siège au Cabinet. Cependant, il est limogé en juin 1998. Devenu député d'arrière-ban, il critique parfois la politique gouvernementale. Il fait campagne contre la privatisation des services NATS Holdings et, le 31 octobre 2006, est l'un des douze députés travaillistes à soutenir Plaid Cymru et l'appel du Parti national écossais à une enquête sur la guerre en Irak . De 1997 à l'élection générale de 2005, son siège est nommé Edinburgh East and Musselburgh. 
Strang est membre du groupe de parlementaires "Tribune" et de la Campagne pour la démocratie du parti travailliste  . Il est président du groupe multipartite pour le gouvernement mondial  et siège au comité de l'environnement, de l'alimentation et des affaires rurales. En novembre 2007, il annonce qu'il se retirerait à l'élection générale suivante . 

## Vie privée
Strang épouse Bettina en 1973. Ils ont un fils et il a deux beaux-fils. Son épouse est la présidente de l'organisation de défense Europa Donna . Bettina est décédée en 2016. 